# Challenger de Fairfield 2024
El torneo Fairfield Challenger 2024, denominado por razones de patrocinio Taube - Grossman Pro Tennis Tournament fue un torneo de tenis perteneció al ATP Challenger Tour 2024 en la categoría Challenger 75. Se trató de la 8ª edición; el torneo tuvo lugar en la ciudad de Fairfield (Estados Unidos), desde el 7 hasta el 13 de octubre de 2024 sobre pista dura al aire libre.

## Jugadores participantes del cuadro de individuales
| Preclasificado | País                      | Jugador            | Rank1 | Posición en el torneo |
| 1              | Bandera de Estados Unidos | Learner Tien       | 148   | CAMPEÓN               |
| 2              | Bandera de Australia      | Tristan Schoolkate | 169   | Semifinales           |
| 3              | Bandera de Estados Unidos | Jeffrey John Wolf  | 171   | Primera ronda         |
| 4              | Bandera de Kazajistán     | Dmitry Popko       | 175   | Cuartos de final      |
| 5              | Bandera de Estados Unidos | Patrick Kypson     | 184   | Cuartos de final      |
| 6              | Bandera de Estados Unidos | Brandon Holt       | 206   | Semifinales           |
| 7              | Bandera de Australia      | Bernard Tomic      | 233   | FINAL                 |
| 8              | Bandera de Estados Unidos | Ethan Quinn        | 235   | Cuartos de final      |

- 1 Se ha tomado en cuenta el ranking del 30 de septiembre de 2024.

### Otros participantes
Los siguientes jugadores recibieron una invitación (wild card), por lo tanto ingresan directamente al cuadro principal (WC):
- Ryan Seggerman
- Eliot Spizzirri
- Carl Emil Overbeck

Los siguientes jugadores ingresan al cuadro principal tras disputar el cuadro clasificatorio (Q):
- Max Basing
- Micah Braswell
- Murphy Cassone
- Trey Hilderbrand
- Rudy Quan
- Max Wiskandt

## Campeones

### Individual Masculino
- Learner Tien derrotó en la final a   Bernard Tomic por 6–0, 6–1

### Dobles Masculino
- Ryan Seggerman /  Patrik Trhac derrotaron en la final a  Gabi Adrian Boitan /  Bruno Kuzuhara por